# Бзыбь
Бзыбь, Бзып (абх. Бзыԥ [Бзып], груз. ბზიფი [Бзипи], кабард.-черк. Псыбэ) — река в Абхазии, берёт начало в горах Западного Кавказа на высоте 2300 м. Собирает воды с южных склонов Главного Кавказского (Водораздельного) хребта, а также с расположенных южнее второстепенных хребтов — Гагрского, Бзыбского, Анчха и других. В районе слияния рек Бзыбь и Гега находится Гегское ущелье, окруженное с двух сторон горами. Недалеко от устья Бзыбь выходит на равнину и двумя рукавами впадает в Чёрное море. В устье реки Бзыбь расположено одноимённое село.
Длина 110 км, она не пригодна для судоходства, площадь бассейна 1510 км². Несмотря на небольшую площадь бассейна, очень полноводна, поскольку для Западного Закавказья характерен крайне высокий уровень осадков. Средний годовой расход воды в точке выхода из ущелья 97 м³/с. Река течёт в узком ущелье, что объясняет значительные сезонные колебания уровня воды — до 10—15 м.
В большом количестве водятся форель и черноморский лосось.
В верховьях реки Юпшары, принадлежащей бассейну Бзыби, расположено знаменитое высокогорное озеро Рица. К озеру от побережья Чёрного моря идёт автомобильная дорога, частично проходящая по долине Бзыби.
Популярная трасса водного туризма. Одна из самых сложных и разнообразных в водотехническом отношении рек бывшего СССР.
На тринадцатом километре к озеру Рица, на правом берегу реки Бзыбь, находится Голубое озеро карстового происхождения.

## Галерея

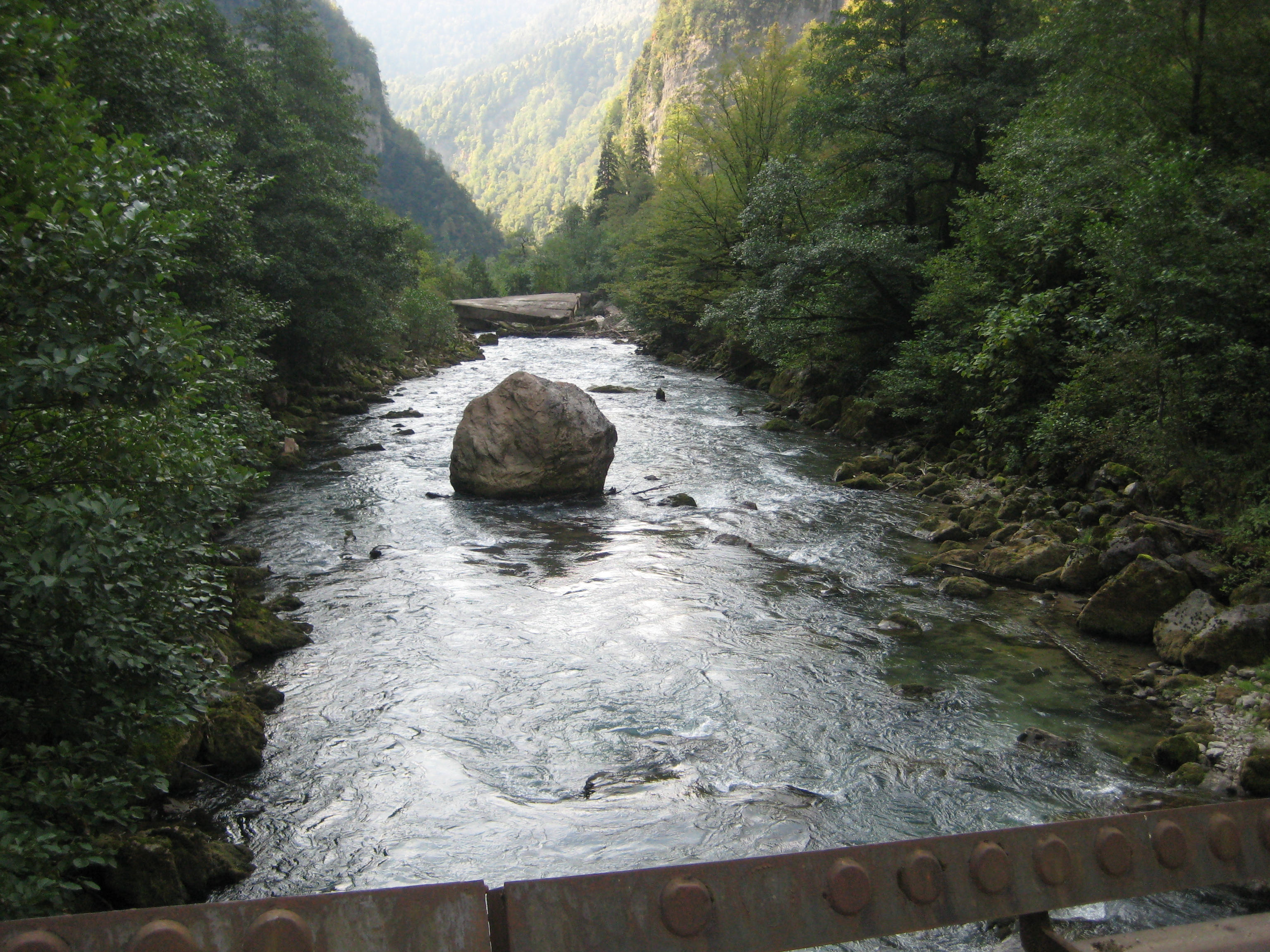
Бзыбь в верхнем течении
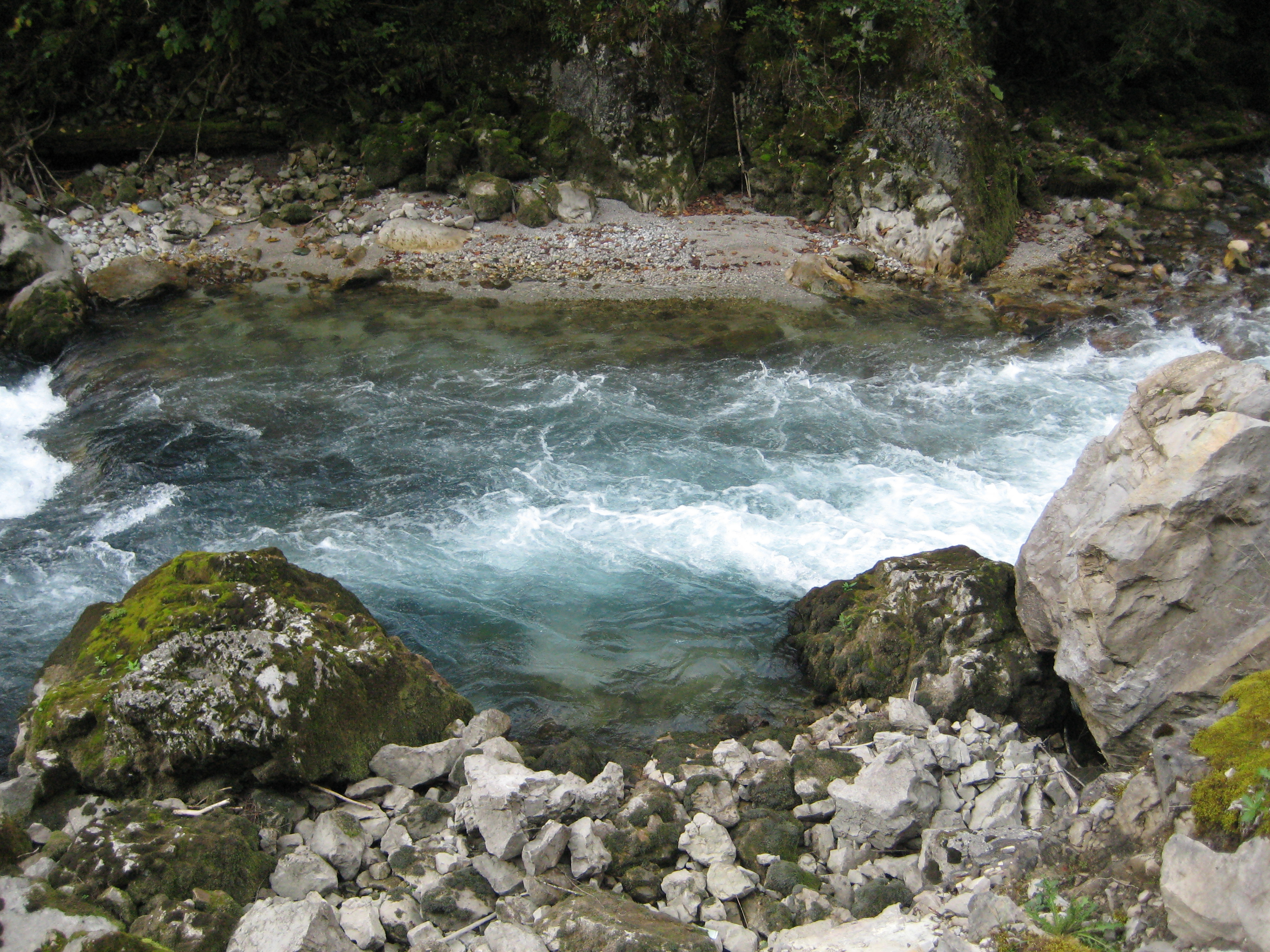
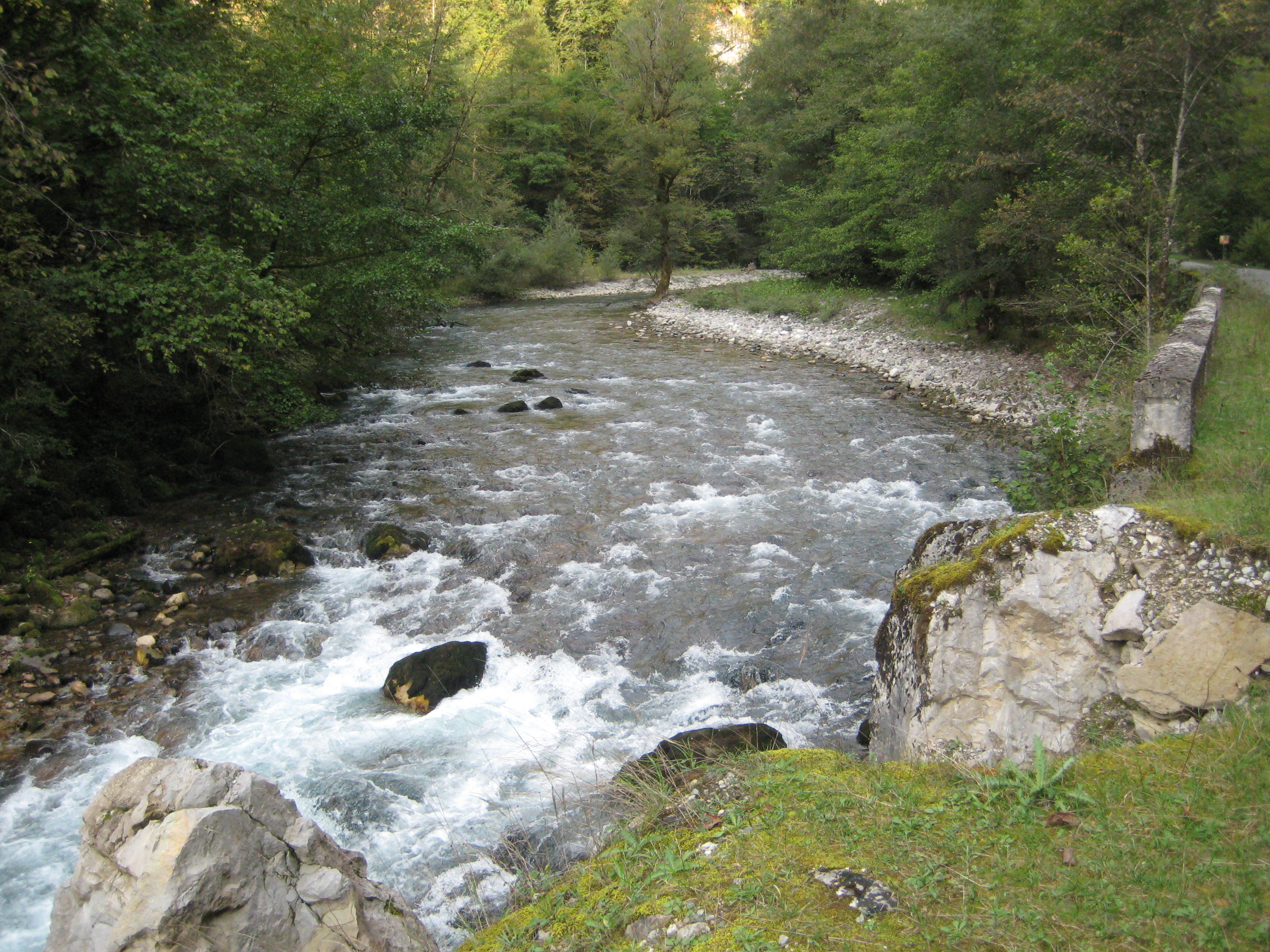
Руины замка возле реки Бзыбь (фотография С. М. Прокудина-Горского, 1905—1915 годы)
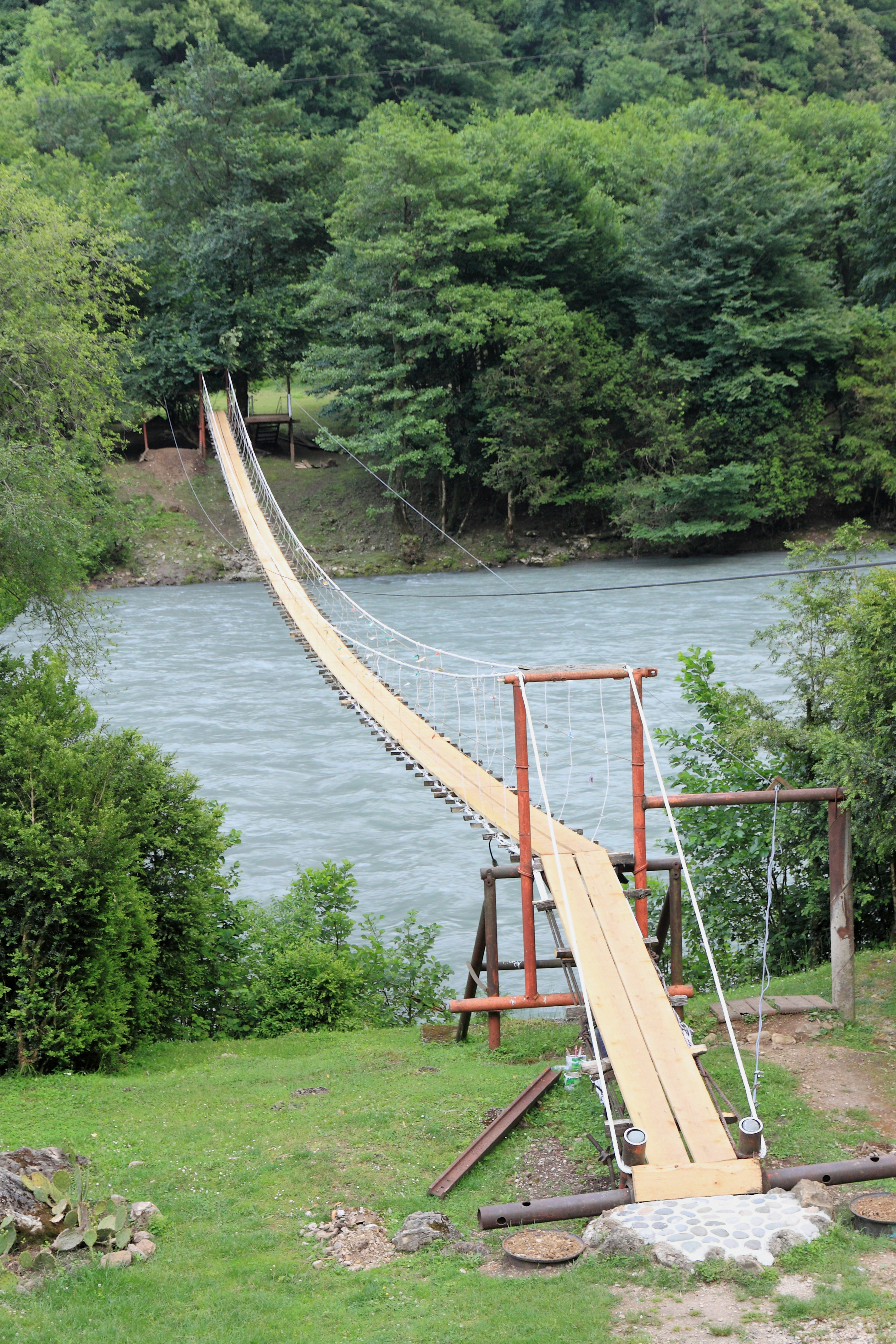
Мост через Бзыбь
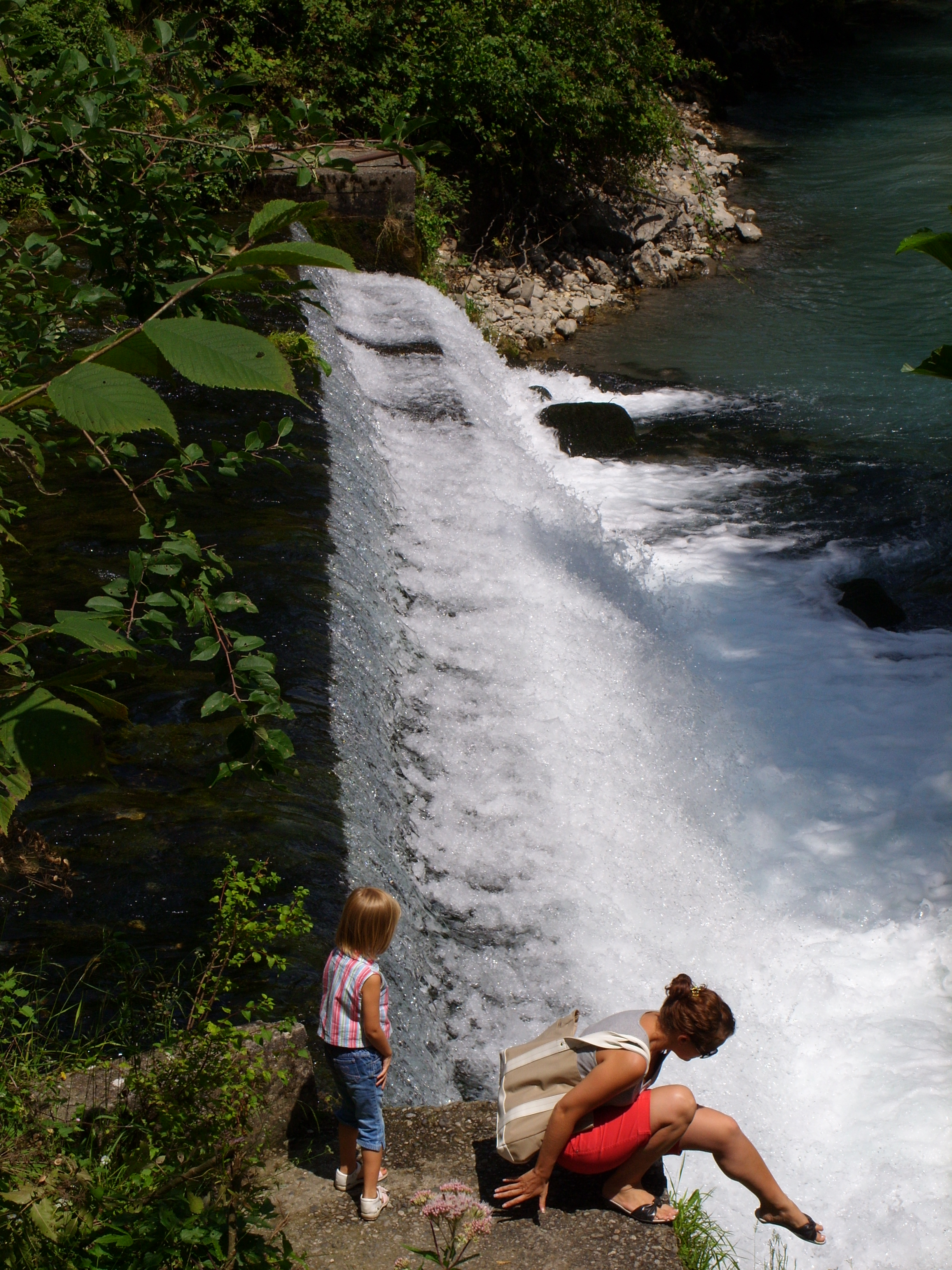
Бзыбь возле Голубого озера
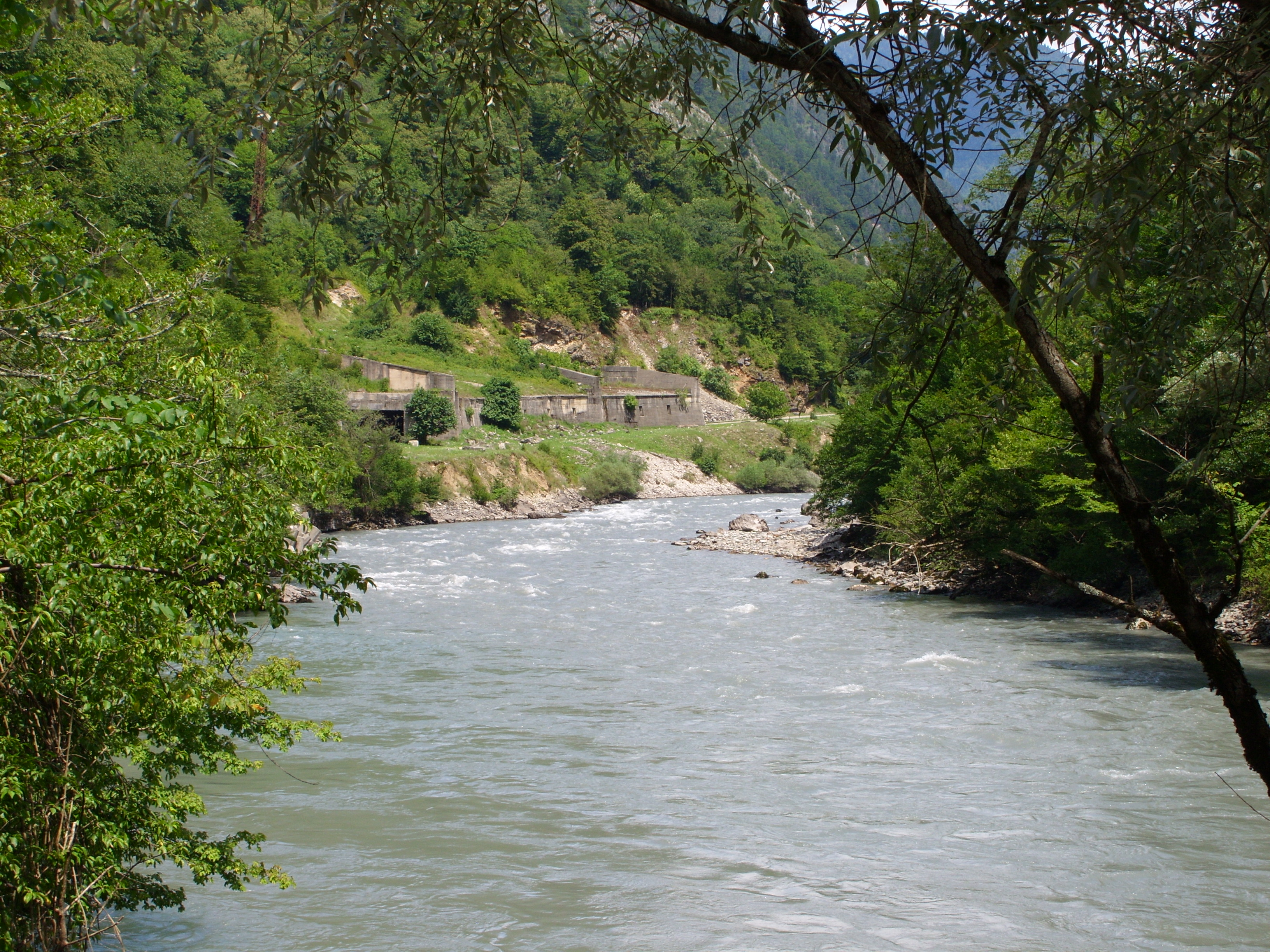
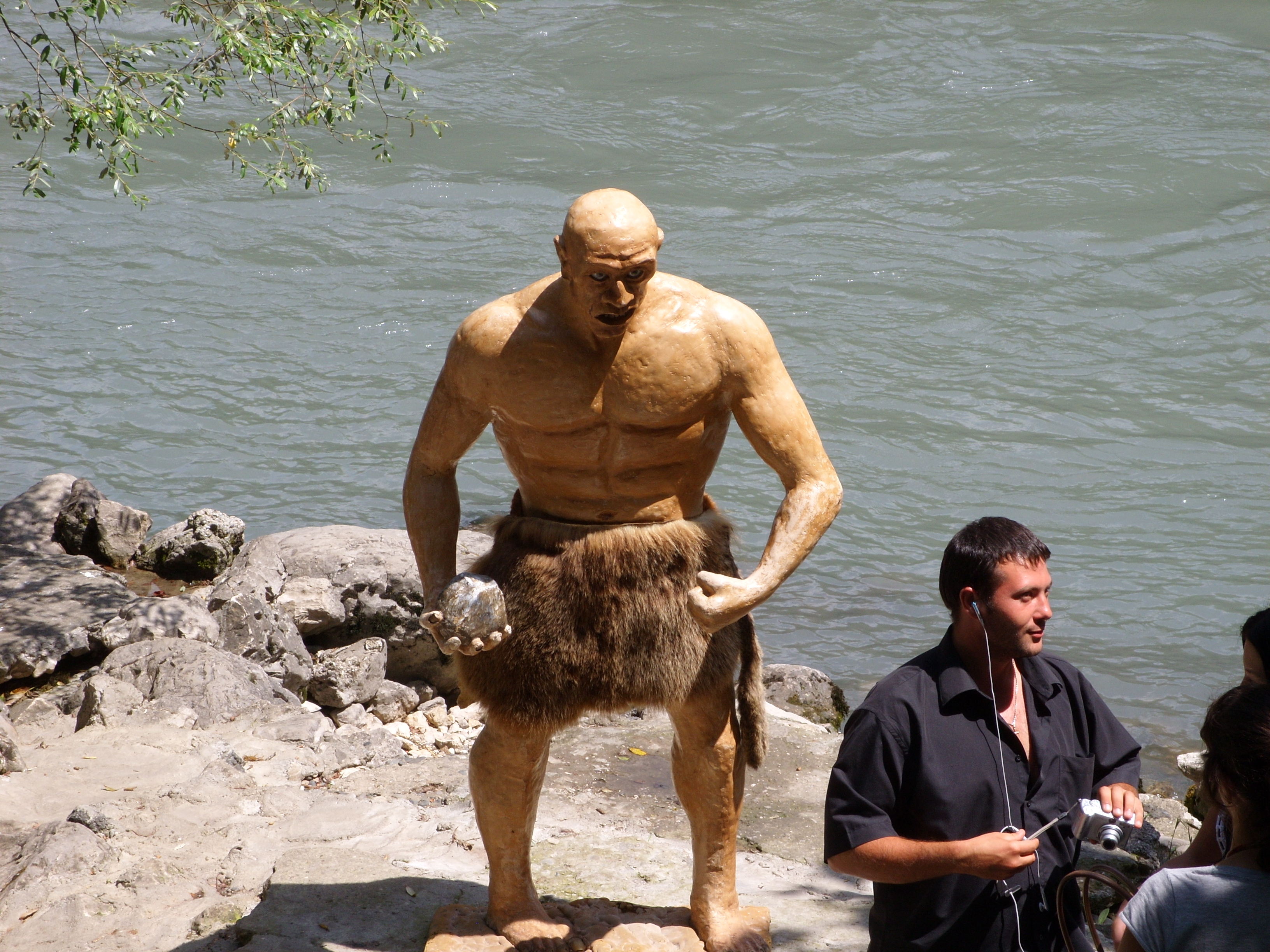
Скульптура «Первобытный человек»